# جرترود إيمرسون سين
جرترود إيمرسون سين (بالإنجليزية: Gertrude Emerson Sen)‏ هي صحفية وكاتِبة أمريكية، ولدت في 1893، وتوفيت في 1982.